# Meymac
Meymac (okcitansko Maismac) je naselje in občina v južnem francoskem departmaju Corrèze regije Limousin. Leta 2007 je naselje imelo 2.643 prebivalcev.

## Geografija
Kraj leži v pokrajini Limousin ob reki Luzège znotraj naravnega regijskega parka Millevaches, 16 km zahodno od Ussela.

## Uprava
Meymac je sedež istoimenskega kantona, v katerega so poleg njegove vključene še občine Alleyrat, Ambrugeat, Combressol, Darnets, Davignac, Maussac, Péret-Bel-Air, Saint-Sulpice-les-Bois in Soudeilles s 4.657 prebivalci.
Kanton Meymac je sestavni del okrožja Ussel.

## Zanimivosti
- benediktinska opatija sv. Andreja, romanska cerkev je iz konca 11. stoletja, francoski zgodovinski spomenik,
- Center sodobne umetnosti,
- arheološki muzej Marius Vazeilles.

## Pobratena mesta
- Hofheim (Lampertheim) (Hessen, Nemčija);